# Diarra (Mali)
Diarra é uma pequena cidade e comuna no círculo de Nioro do Sael, na região de Caies, no sudoeste do Mali. Segundo o censo de 2009, tinha uma população de 7 137 habitantes, contra os 5 655 registrados em 1998.